# Baccharis toxicaria
Baccharis toxicaria là một loài thực vật có hoa trong họ Cúc. Loài này được Rojas mô tả khoa học đầu tiên năm 1897.